# (17045) Markert
(17045) Markert est un astéroïde de la ceinture principale.

## Description
(17045) Markert est un astéroïde de la ceinture principale. Il fut découvert le 22 mars 1999 à l'observatoire du Mauna Kea par David J. Tholen. Il présente une orbite caractérisée par un demi-grand axe de 2,43 UA, une excentricité de 0,25 et une inclinaison de 14,0° par rapport à l'écliptique.

## Compléments